# (9733) Valtikhonov
(9733) Valtikhonov (1985 SC3) – planetoida z pasa głównego asteroid okrążająca Słońce w ciągu 3,24 lat w średniej odległości 2,19 j.a. Odkryta 19 września 1985 roku.